# Championnat de Pologne de football 1937
Navigation
Édition précédente Édition suivante
La saison 1937 du championnat de Pologne est la seizième saison de l'histoire de la compétition. Cette édition a été remportée par le KS Cracovia, devant l'AKS Chorzów.

## Les clubs participants
| Club                  | Ville    |
| --------------------- | -------- |
| AKS Chorzów           | Chorzów  |
| Dąb Katowice          | Katowice |
| Garbarnia Cracovie    | Cracovie |
| KS Cracovia           | Cracovie |
| LKS Łódź              | Lódź     |
| Pogoń Lvov            | Lvov     |
| Ruch Chorzów          | Chorzów  |
| Warszawianka Varsovie | Varsovie |
| Warta Poznań          | Poznań   |
| Wisła Cracovie        | Cracovie |

## Compétition

### Classement
| Rang | Équipe                | Pts     | J       | G       | N       | P       | Bp      | Bc      | Diff    |
| ---- | --------------------- | ------- | ------- | ------- | ------- | ------- | ------- | ------- | ------- |
| 1    | KS Cracovia (P)       | 22      | 16      | 8       | 6       | 2       | 37      | 16      | +21     |
| 2    | AKS Chorzów (P)       | 20      | 16      | 8       | 4       | 4       | 31      | 22      | +9      |
| 3    | Ruch Chorzów          | 19      | 16      | 7       | 5       | 4       | 40      | 29      | +11     |
| 4    | Warta Poznań          | 16      | 16      | 6       | 4       | 6       | 34      | 38      | -4      |
| 5    | Wisła Cracovie        | 15      | 16      | 6       | 3       | 7       | 30      | 23      | +7      |
| 6    | Pogoń Lvov            | 15      | 16      | 6       | 3       | 7       | 19      | 23      | -4      |
| 7    | Warszawianka Varsovie | 14      | 16      | 6       | 2       | 8       | 28      | 44      | -16     |
| 8    | ŁKS Łódź              | 12      | 16      | 5       | 2       | 9       | 30      | 39      | -9      |
| 9    | Garbarnia Cracovie    | 11      | 16      | 3       | 5       | 8       | 22      | 39      | -17     |
| 10   | Dąb Katowice          | Forfait | Forfait | Forfait | Forfait | Forfait | Forfait | Forfait | Forfait |

| Légende | Légende               |
| ------- | --------------------- |
|         | Champion de Pologne   |
|         | Relégation en Klasa A |
|         | (P) : Promu           |

## Meilleurs buteurs
| # | Joueur             | Équipe         | Buts |
| - | ------------------ | -------------- | ---- |
| 1 | Artur Woźniak      | Wisła Cracovie | 12   |
|   | Edmund Lewandowski | ŁKS Łódź       | 12   |
|   | Jerzy Wostal (en)  | AKS Chorzów    | 12   |